# Liste der Kulturdenkmäler in Alpenrod
In der Liste der Kulturdenkmäler in Alpenrod sind alle Kulturdenkmäler der rheinland-pfälzischen Ortsgemeinde Alpenrod einschließlich der Ortsteile Dehlingen und Hirtscheid aufgeführt. Grundlage ist die Denkmalliste des Landes Rheinland-Pfalz (Stand: 12. Dezember 2021).

## Einzeldenkmäler
| Bezeichnung              | Lage                                      | Baujahr                           | Beschreibung | Bild                           |
| ------------------------ | ----------------------------------------- | --------------------------------- | --- | ------------------------------ |
| Evangelische Pfarrkirche | Alpenrod, Mittelstraße/Am Kirchplatz Lage | 1843/44                           | Saalbau, 1843/44, im Kern mittelalterlicher Westturm | weitere Bilder Fotos hochladen |
| Haus Alpenrod            | Alpenrod, nördlich des Ortes Lage         | 1909                              | villenartiges Hauptgebäude, 1909 als Jagdhaus errichtet, mit bauzeitlicher und wenig jüngerer Ausstattung, 1934 großer Terrassenanbau; Gesamtanlage mit Verwalterhaus, einem Ziegelbau mit Fachwerk, und Nebengebäuden, alle von 1919, sowie kastaniengesäumter Auffahrtsallee | weitere Bilder Fotos hochladen |
| Gemeindebackhaus         | Dehlingen, Kirchweg, bei Nr. 13 Lage      | erste Hälfte des 19. Jahrhunderts | Bruchsteinbau, teilweise Fachwerk mit Ziegelausfachung, wohl aus der ersten Hälfte des 19. Jahrhunderts | weitere Bilder Fotos hochladen |
| Brunnen                  | Dehlingen, Kirchweg, bei Nr. 13 Lage      | 1881                              | gusseisernes Becken eines Laufbrunnens, bezeichnet 1881 | weitere Bilder Fotos hochladen |
| Quereinhaus              | Hirtscheid, Büdinger Straße 13 Lage       | 18. Jahrhundert                   | Fachwerk-Quereinhaus, teilweise massiv, verkleidet, wohl aus dem 18. Jahrhundert | Fotos hochladen                |